# Tossene landskommun
Tossene landskommun var en tidigare kommun i dåvarande Göteborgs och Bohus län.

## Administrativ historik
Kommunen inrättades i Tossene socken i Sotenäs härad i Bohuslän när 1862 års kommunalförordningar trädde i kraft och påverkades inte av kommunreformen 1952. 
Mellan 27 november 1903 och 31 december 1959 fanns här inrättat Bovallstrands municipalsamhälle, mellan 6 februari 1903 och 31 december 1960 Hunnebostrands municipalsamhälle samt mellan 29 oktober 1926 och 31 december 1959 Ulebergshamns municipalsamhälle.
Kommunen upplöstes 1974, då den lades samman med landskommunerna Smögen och Södra Sotenäs för att bilda Sotenäs kommun.
Kommunkod åren 1952-1973 var 1428.

### Kyrklig tillhörighet
I kyrkligt hänseende tillhörde kommunen Tossene församling. 1909 bröts ut Hunnebostrands församling.

## Geografi
Tossene landskommun omfattade den 1 januari 1952 en areal av 66,01 km², varav 65,09 km² land.

### Tätorter i kommunen 1960
| Tätort        | Folkmängd |
| ------------- | --------- |
| Hunnebostrand | 1 528     |
| Bovallstrand  | 526       |
| Ulebergshamn  | 205       |

Tätortsgraden i kommunen var den 1 november 1960 63,9 procent.

## Politik

### Mandatfördelning i valen 1938–1970
| 18 |  |  | 4 | 6 |

| 28 |

| 14 | 3 | 4 | 4 |

| 22 |

| 16 | 2 | 4 | 3 |

| 23 |

| 15 | 2 | 6 | 2 |

| 21 | 4 |

| 15 | 2 | 5 | 3 |

| 21 | 4 |

| 16 | 2 | 4 | 3 |

| 22 |

| 16 | 2 | 5 | 2 |

| 21 | 4 |

| 15 | 2 | 5 | 3 |

| 21 | 4 |

| 15 | 3 | 5 | 2 |

| 21 | 4 |